# Décile
En statistique descriptive, un décile est chacune des 9 valeurs qui divisent un jeu de données, triées selon une relation d'ordre, en 10 parts égales, de sorte que chaque partie représente 1/10 de l'échantillon de population. Le décile fait partie des quantiles.

## Calcul des déciles
Le décile est calculé en tant que 10-quantile :
- le seuil du 1er décile sépare le jeu de données entre les 10 % inférieurs et le reste des données
- le seuil du 9e décile sépare les 90 % inférieurs des données des 10 % supérieurs.

On emploie aussi le terme de décile pour désigner les ensembles (au nombre de 10) des données situées entre deux déciles. Le ne décile serait ainsi situé entre le (n–1}e décile et le ne décile.
Le rapport interdécile correspond au ratio entre les valeurs de deux déciles ; par exemple, {\displaystyle R_{2/8}={\frac {D_{2}}{D_{8}}}}.

## Exemple de distribution en déciles
Ce tableau présente le niveau de vie par an des individus en France métropolitaine, en 2007, réparti en déciles. 
En 2007, le revenu moyen des ménages était de 29 696 euros par an.
Les 10 % les plus pauvres ont obtenu 7 698 euros par an en moyenne, soit 642 euros par mois. Les 10 % les plus riches ont perçu 50 778 euros par an en moyenne, soit 4 232 euros par mois. Autrement dit, les 10 % des Français ayant le plus fort revenu avaient un niveau de vie moyen 6,6 fois plus élevé que les 10 % des Français avec le revenu le plus faible. Le rapport inter-décile, qui mesure le rapport entre le seuil à partir duquel on appartient aux 10 % les plus riches et celui en dessous duquel on fait partie des 10 % les plus pauvres, était de 3,39.
D'autre part, le revenu médian, c'est-à-dire le niveau de revenu au-dessus et en dessous duquel vit la moitié des Français (qui correspond au 5e décile), était de 18 165 euros par an, soit 1 514 euros par mois.
| Tranches de niveau de vie          | Limites des tranches (déciles) en euros par an | Niveau de vie moyen dans la tranche en euros par an |
| ---------------------------------- | ---------------------------------------------- | --------------------------------------------------- |
| 10 % des Français avaient moins de | 10 012 (D1, premier décile)                    | 7 698 (A)                                           |
| 10 % des Français avaient entre    | 10 012 et 12 403 (D2)                          | 11 253                                              |
| 10 % des Français avaient entre    | 12 403 et 14 363 (D3)                          | 13 391                                              |
| 10 % des Français avaient entre    | 14 363 et 16 201 (D4)                          | 15 297                                              |
| 10 % des Français avaient entre    | 16 201 et 18 165 (D5)                          | 17 132                                              |
| 10 % des Français avaient entre    | 18 165 et 20 316 (D6)                          | 19 220                                              |
| 10 % des Français avaient entre    | 20 316 et 22 969 (D7)                          | 21 565                                              |
| 10 % des Français avaient entre    | 22 969 et 26 624 (D8)                          | 24 698                                              |
| 10 % des Français avaient entre    | 26 624 et 33 896 (D9, dernier décile)          | 29 768                                              |
| 10 % des Français avaient plus de  | 33 896 (D9)                                    | 50 778 (B)                                          |
| Rapport D9/D1 et Rapport B/A       | 3,39                                           | 6,6                                                 |

Comment lire ce tableau : 
- D'après l'Insee en 2007, 10 % des Français avaient un niveau de vie inférieur à 10 012 euros durant l'année. Ces 10 % de Français avaient, en moyenne, un niveau de vie de 7 698 euros. 10 % des Français avaient un revenu compris entre 10 012 euros et  12 403 euros. Ces Français avaient un niveau de vie moyen de 11 253 euros. 10 % des Français avaient un revenu supérieur à 33 896 euros (supérieur au 9e décile). Ces Français avaient, en moyenne, un niveau de vie de 50 778 euros.
- D'après l'Insee en 2007, les 10 % des Français les plus riches avaient, en moyenne, un niveau de vie 6,6 fois supérieur aux 10 % les Français les plus pauvres. Le plancher au-dessus duquel on appartenait aux 10 % les Français les plus riches (le neuvième décile, D9) était 3,39 fois supérieur à celui en dessous duquel on appartenait aux 10 % les Français les plus pauvres (le premier décile, D1).